# Модем
Модем (съкращение от модулатор – демодулатор) е мрежово устройство с приложение в телекомуникациите и изпълняващо функциите модулация и демодулация. Модулаторът осъществява модулация, т.е. изменя характеристиките на носещия сигнал в съответствие с измененията на входния информационен сигнал, а демодулаторът извършва обратния процес. Частен случай на модем е популярното мрежово периферно устройство за компютър, което той използва, за да комуникира с други компютри или отдалечени устройства(принтери, факсове и др.) в мрежова преносна среда.

## История на модемите
Тези устройства се появяват някъде през 60-те, като част от тогавашните компютърни терминали, които са се свързвали с големите компютри по телефона (комутируем достъп). Първите модеми били със скорост на обменяната информация от 300 bps. Те използват метод, наречен „честотно изместване“, за да предават данни през телефонната линия – този метод замества цифрите от двоичната система със звуци с определени тонове и честоти. Примерно – 1070 Hz звук за 0-лата и 1270 Hz-в за 1-цата. Модемът, в голямата корпорация, предава с други честоти, за да не се смесват сигналите – 2025 Hz за 0-ла и 2225 Hz за 1-ца. Заради различните честоти двата модема могат да работят едновременно и се наричат модеми с пълен дуплекс. Модемите, които трябва да се изчакват един друг, се наричат полудуплексни модеми.

## Класификация на модемите
Според изпълнението:
- външни – включват се към мрежов порт, като могат да имат или да нямат свое собствено захранване.
- вътрешни – представляват разширителна мрежова карта, монтират се вътре в компютъра, на специален слот (ISA, PCI, PCMCIA) и използват захранването на компютъра.

Според вида на синхронизацията:
- Синхронни – работят в режим на синхронно поблоково предаване и генерират сигнали за синхронизация.
- Асинхронни – нискоскоростни.
- Смесени – работещи както в синхронен, така и в асинхронен режим. Те сами генерират сигнали за синхронизация, като обикновено работят с фиксирана скорост на предаване.

Според типа на модулацията:
- модеми с дискретна амплитудна модулация – променя се големината на сигнала в зависимост дали е 1 или 0.
- модеми с дискретна честотна модулация – промяна на честота на сигнала за индициране на 0 или 1.
- модеми с дискретна фазова модулация – промяна на фазата за индициране на 0 или 1.
- модеми с комбинирани и сложни типове модулации

Според поддържаните режими на обмен:
- дуплекс
- полудуплекс
- симплекс

## Модемите днес
За да създадат по-бързи модеми, на разработчиците се наложило да използват по-съвършени техники за предаване на данни. Първо те преминали на фазова манипулация, а след това я подобрили до квадратична амплитудна модулация – модулиране на честотата (като при радиото) – тези техники позволяват да се вмъкне огромно количество информация, като се използва носеща честота от 3000 Hz. Тя се използва и в днешните 56К модеми. Следващата стъпка в модемната еволюция е ADSL. Тази технология използва факта, че от всеки дом до телефонната централа има прекаран меден кабел. Този кабел сам по себе си може да носи много повече информация, отколкото да се използва само за гласова връзка – така се достига до скорости до 1 Mb/s на ъплоад и 8 Mb/s на даунлоуд. Има само един недостатък – може да се предлага главно от телефонни оператори, понеже модемът-приемник трябва да се намира не къде да е, а точно в телефонната централа, най-близо до дадения дом, защото сигналът ползва кабела като кабел, а не като връзка с телефонната централа (т.е. колкото по-далеч е от централата, толкова повече нарастват шумовете и пада скоростта).
|  | Тази страница частично или изцяло представлява превод на страницата „Модем“ в Уикипедия на руски. Оригиналният текст, както и този превод, са защитени от Лиценза „Криейтив Комънс – Признание – Споделяне на споделеното“, а за съдържание, създадено преди юни 2009 година – от Лиценза за свободна документация на ГНУ. Прегледайте историята на редакциите на оригиналната страница, както и на преводната страница, за да видите списъка на съавторите. ВАЖНО: Този шаблон се отнася единствено до авторските права върху съдържанието на статията. Добавянето му не отменя изискването да се посочват конкретни източници на твърденията, които да бъдат благонадеждни. |